# Protonemura isabellae
Protonemura isabellae är en bäcksländeart som beskrevs av Vinçon och C. Ravizza 1999. Protonemura isabellae ingår i släktet Protonemura och familjen kryssbäcksländor. Inga underarter finns listade i Catalogue of Life.